# Долња Бистрица
Долња Бистрица (словен. Dolnja Bistrica, мађ. Alsóbeszterce) је насељено место у општини Чреншовци, Помурска регија, Словенија.

## Историја
До територијалне реорганизације у Словенији била је у саставу старе општине Лендава.

## Становништво
У попису становништва из 2011. године, Долња Бистрица је имала 612 становника.
| Број становника према пописима | Број становника према пописима | Број становника према пописима |
| ------------------------------ | ------------------------------ | ------------------------------ |
| 1991                           | 2002                           | 2011                           |
| 659                            | 593                            | 612                            |